# Élections législatives de 1799 dans l'Aisne
Les élections législatives françaises de 1799 se déroulent du 9 au 16 avril 1799. Dans l'Aisne, cinq députés – deux au Conseil des Anciens et trois au Conseil des Cinq-Cents – sont à élire sur les neuf que compte le département.

## Élus

### Élus au Conseil des Anciens

#### Élus non-concernés par le renouvellement de 1799
| Député          |  | Parti        |
| --------------- |  | ------------ |
| François Lobjoy |  | Indépendants |

#### Élus concernés par le renouvellement de 1799
| Député sortant                     |        | Parti         | Député élu                         |  | Parti         |
| ---------------------------------- | ------ | ------------- | ---------------------------------- |  | ------------- |
| Marie Philibert Le Carlier d'Ardon |        | Thermidoriens | Marie Philibert Le Carlier d'Ardon |  | Thermidoriens |
| Vacant                             | Vacant | Vacant        | Pierre-Joseph Demonceaux           |  | Clichyens     |

### Élus au Conseil des Cinq-Cents

#### Élus non-concernés par le renouvellement de 1799
| Député                |  | Parti         |
| --------------------- |  | ------------- |
| Pierre-Joachim Dormay |  | Thermidoriens |
| Jean-Jacques Fiquet   |  | Thermidoriens |
| Jacques Debatz        |  | Indépendants  |

#### Élus concernés par le renouvellement de 1799
| Député sortant          |  | Parti         | Député élu             |  | Parti       |
| ----------------------- |  | ------------- | ---------------------- |  | ----------- |
| Jean Debry              |  | Montagnards   | Jean Debry             |  | Montagnards |
| Louis Henri René Dequin |  | Thermidoriens | Jean Quentin Duplaquet |  | Clichyens   |
| Charles Duuez           |  | Thermidoriens | Jean-Louis Denisart    |  | Clichyens   |